# Den heliga Praxedis

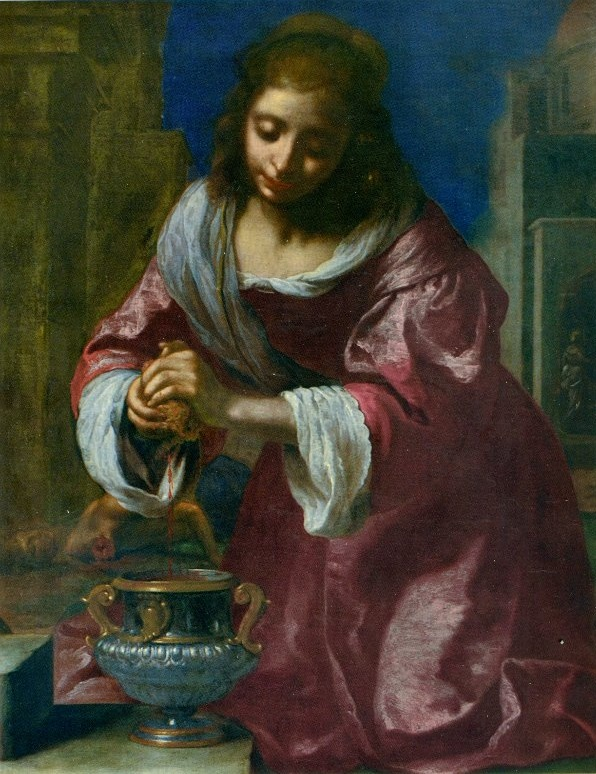
Originalet av Felice Ficherelli

Den heliga Praxedis är en oljemålning från omkring 1655 som attribuerats till Johannes Vermeer.

## Beskrivning av målningen
Målningen föreställer sankta Praxedis, en kristen kvinna i Rom under 100-talet efter Kristus, som var hyllad för att ha tagit hand om dödade martyrers kroppar under en period av förföljelse mot kristna. Hon står på knä och kramar blodet från ett avhugget huvud ur en svamp ner i en elegant urna.
Målningen blev uppmärksammad 1969 på en utställning av florentisk konst på Metropolitan Museum of Art i New York. Den var då attribuerad till Felice Ficherelli (1605–1660), men hade en signatur och datering "Meer 1655". Om den är av Johannes Vermeer, är den en kopia av en målning av Ficherelli.
År 1986 publicerades en första attribuering av målningen till Johannes Vermeer, två år efter det att målningen köpts av Barbara Piasecka Johnson. Några år tidigare hade också originalet till målningen uppmärksammats i en privatsamling i Ferrara i Italien. Vissa experter anser att den Vermeer som avses med signaturen snarare kan vara Jan Vermeer (1630-omkring 1696) från Utrecht.

## Proveniens
Tidiga ägare av målningen är inte kända. Erna och Jacob Reder i New York ägde den mellan 1943 och 1969, varefter den fanns hos konsthandlaren Spencer Samuels & Co i New York till 1987, då den köptes av Barbara Piasecka Johnson. Den hänger i San Marino.